# 土屋良太
土屋 良太（つちや りょうた、1967年5月17日 - ）は、日本の俳優。新潟県佐渡市出身。ノックアウト所属。血液型B型。身長178cm。

## 出演

### 舞台
1994年
- 赤い靴（劇団3○○、作・演出：渡辺えり）

1995年
- TEMPO～夜よさようなら～（劇団3○○、作・演出：渡辺えり）

1999年
- パパのデモクラシー（二兎社、作・演出：永井愛）
- 鏡よ鏡

2000年
- 半夜航路
- モナ美
- 萩家の三姉妹（二兎社）

2004年
- 千年の三人姉妹
- 新・明暗（二兎社）
- 雨のワンマンカー

2005年
- 鏡よ鏡

2006年
- 楽園
- 十二夜（新国立劇場）

2007年
- 殿のちょんまげを切る女（新橋演舞場）
- 夏の夜の夢（子供のためのシェイクスピア）
- りぼん（作・演出：渡辺えり）

2024年
- 地の塩、海の根（燐光群）[1]

2025年
- 鯨よ!私の手に乗れ・りぼん（作・演出：渡辺えり）[2]

### テレビドラマ
1998年 - 2010年
- 流通戦争（NHK）
- 安全牌
- 転勤判事（NTV）
- 緊急指定病院 8.9.10（NTV）
- 京都潜入捜査官レギュラー（ANB）
- やもめ記者の事件メモ（TX）
- 母の告白（東海テレビ）- 門倉宣弘 役
- 四分の一絆（TBS）
- 虹のかなた（TBS）
- 逃亡女医（NTV）
- 警視庁捜査一課強行犯七係（ANB）
- こちら本池上署5 第5話（TBS）
- 事件記者・三上雄太3（NTV）
- 牙狼（TX）第9話
- がきんちょ〜リターン・キッズ〜 第6.7話（TBS）
- セクシーボイスアンドロボ 第4話（NTV）
- トリハダ2～ネック（CX）

### 映画
- トキワ荘の青春（1996年、市川準監督）- つげ義春 役
- 卓球温泉（1998年、山川元監督）
- 81/2の女たち（2000年、ピーター・グリーナウェイ監督）
- 雨の町（2006年、田中誠監督）
- 花になる（2009年、田中智章監督）
- 臨場 劇場版（2012年、橋本一監督）
- シン・ゴジラ（2016年）- 森戸柊志内閣官房副長官(事務担当) 役